# 大孢巴科霉
大孢巴科霉（学名：Batkoa major）是属于虫霉目虫霉科巴科霉属的一种真菌，寄生在同翅目、鞘翅目、双翅目的许多昆虫上。该种分布于中国、美国、智利、瑞典、法国、瑞士、波兰等地。